# Hetq Online
Hetq Online o Hetq (en armenio: Հետք, que significa El Rastro) es un sitio web de noticias establecido en Ereván, capital de Armenia, por una ONG conformada por periodistas de investigación.  Su primera publicación fue realizada en 2001, en idioma armenio, y desde el año 2002 comenzó a publicarse también en inglés.
Fue publicado como un semanario en línea hasta 2008, en la que actualmente se hace constantes publicaciones, recibiendo aproximadamente 3.000 lectores diarios, en la cual la mitad de ellos, son personas que no viven en Armenia.
Su presupuesto anual alcanzó los 90.000 euros en 2007, dos tercios de los cuales están cubiertos por subvenciones de la Organización para la Seguridad y la Cooperación en Europa, entre otras organizaciones.
Hatq Online también ha sido un lugar en donde los estudiantes de la Facultad de Periodismo de la Universidad Estatal de Ereván, obtienen experiencia al practicar en las oficinas en donde se realiza el periódico en línea.